# Space Shanty
Space Shanty — дебютный и единственный студийный альбом группы Кентерберийской сцены Khan.

## Характеристика
Музыка альбома — высококлассный космический джаз-прог-рок. Песни Хиллиджа полны свежими идеями, музыка постоянно меняется и одновременно течет без всякого напряжения. Хотя значительная часть материала построена в песенном формате и содержит повторяющиеся музыкальные темы, группа часто уходит в протяжные инструментальные соло или завораживающий интерплей гитары и органа с доминированием космически-блюзовой гитары Хиллиджа и искрометной игры на Хаммонд-органе Стюарта.

## Признание
Согласно опросу сайта Progarchives.com, по состоянию на март 2013 года альбом Space Shanty занимает 7 место в списке лучших альбомов Кентерберийской сцены.

## Состав альбома
Все песни написал Стив Хиллидж, кроме указанного в скобках.
1. «Space Shanty» — 9:01
2. «Stranded» (включая «Effervescent Psycho Novelty No. 5») — 6:35
3. «Mixed Up Man of the Mountains» (Ник Гринвуд/Стив Хиллидж) — 7:15
4. «Driving to Amsterdam» — 9:23
5. «Stargazers» — 5:33
6. «Hollow Stone» (включая «Escape of the Space Pilots») — 8:16

### Бонус-треки, включенные в переиздание 2005 года
1. «Break the Chains» (Ник Гринвуд/Стив Хиллидж) — 3:31
2. «Mixed Up Man of the Mountains» (Первая версия) (Ник Гринвуд/Стив Хиллидж) — 4:28

## Состав музыкантов
Группа
- Стив Хилледж — гитары, вокал
- Ник Гринвуд — бас-гитара, вокал
- Эрик Пичи — барабаны
- Дейв Стюарт — орган, клавишные, челеста, маримба